# Fehigili
Fehigili est une petite île inhabitée des Maldives.

## Géographie
Fehigili est située dans le centre des Maldives, au Nord de l'atoll Faadhippolhu, dans la subdivision de Lhaviyani.